# 阿尔吉斯·扬考卡斯卡
阿尔吉斯·扬考卡斯卡（Algis Jankauskas，1982年9月27日—），立陶宛足球运动员，司职后卫，曾经入选过立陶宛国家队。现在为效力于维特拉。

## 俱乐部生涯
扬考卡斯卡曾经在立陶宛球队维尔纽斯波隆尼亚、维尔纽斯萨基列斯和俄罗斯足球超级联赛球队彼尔姆阿玛卡效力，2006年回到立陶宛加盟维特拉，并担任球队队长。
2010年，扬考卡斯卡来到中国足球超级联赛球队山东鲁能试训。